# Edis
Edis fou la marca comercial dels quatre automòbils que fabricà el català Carles Jaumandreu al Poblenou de Barcelona entre 1918 i 1922. El primer model, un autocicle amb motor bicilíndric de 1.108 cc (84 x 100 mm), es va donar a conèixer a la III Cursa del Baix Penedès, organitzada per la Penya Rhin el 28 d'abril de 1918. D'aquest primer model se'n varen fabricar dues unitats. Més tard, Jaumandreu va desenvolupar un segon model anomenat Edis A-2, equipat amb un motor més potent de quatre cilindres, del qual també en va fer dues unitats.
Els cotxes Edis estaven equipats amb frens de tambor a les rodes del darrere ajudats, en algun cas, d'un tercer fre sobre el diferencial. La suspensió del darrere era de ballestes tipus cantilever i les rodes eren de 710 x 90.